# Avahi (software)
Avahi es una implementación gratuita de red de configuración cero (zeroconf), que incluye un sistema para el descubrimiento de servicios DNS / DNS-SD de multidifusión. Tiene la licencia GNU Lesser General Public License (LGPL).
Avahi es un sistema que permite que los programas publiquen y descubran servicios y hosts que se ejecutan en una red local. Por ejemplo, un usuario puede conectar una computadora a una red y hacer que Avahi anuncie automáticamente los servicios de red que se ejecutan en su máquina, lo que facilita el acceso del usuario a esos servicios.

## Arquitectura de software

Descripción general de la arquitectura del marco de software de Avahi

Avahi implementa la especificación Apple Zeroconf, mDNS, DNS-SD y RFC 3927 / IPv4LL. Otras implementaciones incluyen el marco Bonjour de Apple (cuyo componente mDNSResponder tiene la licencia Apache License).
Avahi proporciona un conjunto de enlaces de lenguaje (Python, Mono, etc.) y viene incluido en la mayoría de las distribuciones de Linux y BSD. Debido a su arquitectura modular, los principales componentes de escritorio como el sistema de archivos virtual GNOME y la arquitectura de entrada/salida de KDE ya integran Avahi.

## Avahi vs. Bonjour
El proyecto Avahi comenzó en 2004 porque la implementación de Zeroconf de Apple, Bonjour, usaba la licencia de fuente pública de Apple incompatible con GPL. En 2006 Apple volvió a licenciar partes de Bonjour bajo la Licencia Apache.
El rendimiento de Avahi se parece a la de Bonjour, a veces superándolo; sin embargo, Avahi puede perder servicios al administrar una gran cantidad de solicitudes simultáneamente.

## Historia
Avahi fue desarrollado por Lennart Poettering y Trent Lloyd. Es el resultado de una fusión en 2005 de la implementación mDNS/DNS-SD original de Poettering llamada "FlexMDNS" y el código original de Lloyd llamado "Avahi". Si bien la mayor parte del código actual se origina en el proyecto anterior, el nombre del último se usó para el proyecto conjunto. El desarrollo de "FlexMDNS" comenzó a fines de 2004 y el trabajo en el "Avahi" original comenzó a principios de 2004.
Avahi se desarrolló originalmente bajo el paraguas de freedesktop.org, pero ahora se ha convertido en un proyecto separado. Avahi, sin embargo, hace uso de la capa D-Bus IPC de freedesktop.org.
El nombre Avahi es el nombre nativo malgache y el nombre científico en latín de un género de lémur lanudo, una familia de primates autóctonos de Madagascar . Trent Lloyd encontró el nombre, le gustó y se quedó. El logotipo refleja esto. Quizás en coincidencia, Avahi al revés es "I-hav-a", una descripción de un anuncio de descubrimiento.